# Edward Aveling
Edward Bibbens Aveling (né le 29 novembre 1849 à Stoke Newington et décédé le 2 août 1898 à Londres) est un biologiste, évolutionniste, athée et socialiste britannique.
Fils d'un pasteur congrégationaliste, il devint un fervent darwinien au cours de ses études de sciences. Il perdit la foi dans les années 1870 et s'engagea d'abord dans la lutte séculariste avant de s'intéresser au socialisme.
Après un premier mariage avec Isabel Campbell Frank, il est le compagnon d'Eleanor Marx, la plus jeune fille de Karl Marx, il participa à la fondation de la Socialist League puis de l'Independent Labour Party. Il est l'auteur de nombreux ouvrages et pamphlets.
Cependant, Edward Aveling avait une très mauvaise réputation. Il était alcoolique. Dans ses relations avec les femmes, il était considéré plus comme un suborneur que comme un séducteur. Il faisait aussi de nombreuses dettes qu'il n'honorait jamais. Sa tournée de conférences aux États-Unis à l'automne 1886 fut sur ce plan un désastre. Ses hôtes socialistes américains furent choqués par les sommes énormes qu'il dépensa et le firent savoir publiquement. Jugé responsable du suicide d'Eleanor Marx, il fut abandonné par ses connaissances et ses funérailles ne furent suivies que par six personnes, de sa famille.

## Famille et formation
Edward Aveling est né à Stoke Newington. Il était le cinquième (et quatrième garçon) des huit enfants du révérend congrégationaliste Thomas William Baxter Aveling (1815–1884) et de son épouse Mary Ann Goodall. Ses frères aînés se prénommaient Thomas Goodall, Charles Taylor et William Arthur. Ses cadets s'appelaient Frederick Wilkins et Ernest Henry. Ses sœurs étaient Mary Elizabeth et Alice Amelia. Edward Aveling affirmait pouvoir faire remonter ses racines jusqu'aux croisades et avoir un bon nombre d'ancêtres « tout juste bons à pendre ». Il est certain que sa famille avait des origines irlandaises et françaises. Son grand-père maternel était agriculteur et aubergiste à Wisbech (Cambridgeshire). Edward Aveling aurait hérité de son père son brillant art oratoire et de sa mère son sens de l'humour et sa propension à l'alcoolisme.
Edward Aveling fut un enfant délicat et régulièrement souffrant. Une de ses maladies lui déforma la colonne vertébrale et il en resta légèrement bossu. Son état de santé fit qu'il passa une bonne partie de son enfance chez lui, à lire, principalement Shakespeare, Bunyan, Defoe et Fielding. L'éducation très stricte de son père lui interdisait le théâtre, où il se rendait en cachette. Enfin, il avait la réputation d'avoir été un enfant très exigeant et capricieux.

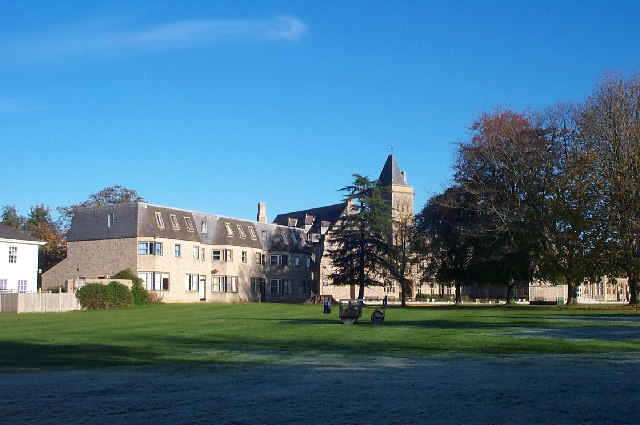
La Taunton School où Edward Aveling fit une partie de ses études.

Il passa quelque temps à Harrow avant d'être envoyé dans une école pour dissenters à Taunton. Là, il se serait préparé avec un tuteur à ses futures études de médecine. En 1867, il entra effectivement à l'University College de Londres pour y étudier la médecine. Son excellent niveau lui valut dès son entrée un premier prix (Entrance Exhibition) d'un montant de 25 £. Il collectionna ensuite les prix, médailles et récompenses (médaille d'or en chimie, médaille d'argent en botanique, First Certificate en physiologie et histologie, Exhibition de 40 £ en zoologie). De 1872 à 1876, Edward Aveling est professeur de physique et de botanie à la North London Collegiate School for Girls, à Camden Road. Il obtint en 1870 un BSc en zoologie accompagné d'une bourse de 50 £ par an pendant trois ans. Il alla aussi à Cambridge où il fut un temps assistant du professeur de physiologie Michael Foster.
De retour à Londres, il devint d'abord enseignant à la North London Collegiate School for Girls, un des premiers établissements secondaires pour jeunes femmes. En 1876, il obtint son D.Sc et devint Fellow de la Linnean Society of London. Il obtint alors une chaire d'anatomie comparée au London Hospital et un poste d'enseignant au King's College. Enfin, il fut élu Fellow de l'université qui l'avait formé.
Dès ses premières années à l'université, Edward Aveling avait donné des cours pour payer ses études : cours particuliers ou dans le cadre du Hall of Science de South Kensington (un établissement d'éducation populaire créé par la National Secular Society). Il écrivit même des manuels de botanique et de physiologie pour ses élèves. Ce fut dans ce cadre qu'il rencontra l'héritière d'un riche volailler, Isabel Campbell Frank, qu'il épousa en juillet 1872. Les époux se séparèrent assez rapidement (la date précise n'est pas connue). Selon Engels (en 1887), l'épouse d'Aveling, très religieuse, n'aurait pas accepté l'athéisme de son mari. Elle l'aurait quitté pour un ecclésiastique et aurait alors ouvertement critiqué celui qui restait son époux. Cependant, elle n'était pas seule dans ce cas. En effet, dès la fin des années 1870, les premières rumeurs, non dénuées de fondement, sur les relations qu'Aveling pouvait entretenir avec les femmes, ses jeunes étudiantes principalement, commencèrent à circuler. Peut-être même son attitude avait-elle été à l'origine de la séparation d'avec son épouse.

## Perte de la foi et engagement séculariste

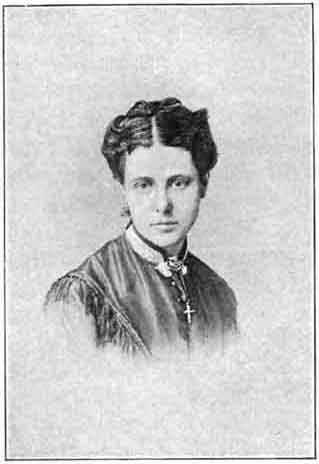
Annie Besant en 1869

Sa carrière universitaire fut cependant limitée en raison de son athéisme et de ses idées de gauche. En effet, Edward Aveling fit ses études en pleine révolution darwinienne. Il fut un lecteur avide de On the Origin of Species et devint un darwinien convaincu. Son propre père, qui l'avait encouragé dans ses études scientifiques, ne rejetait pas les théories darwiniennes, qui, selon lui, n'allaient pas à l'encontre du Salut. Ce ne fut que vers 1877 qu'Aveling perdit la foi, à la suite de la mort de sa mère et au remariage de son père l'année suivante. Quand il annonça officiellement son athéisme en juillet 1879 dans un article du National Reformer (l'hebdomadaire de la National Secular Society) intitulé « Credo Ergo Laborabo » (« Je crois, donc je travaillerai »), il déclara que cela faisait « deux ou trois ans » qu'il avait pris sa décision. Il annonçait aussi sa volonté de travailler pour que chaque homme et femme accède à la liberté de penser. Parmi les raisons qu'Aveling évoquait pour expliquer sa perte de foi, le plaisir était la principale. Pour lui, le Christ était un être triste qui ne souriait jamais. Il se montrait en fait utilitariste hédoniste : selon lui, le sécularisme permettait de mesurer les actions à la seule aune du plaisir créé ou retiré. Il est difficile de savoir si cette annonce amena une rupture franche avec sa famille. Les sources de l'époque divergent : Charles Bradlaugh dans le National Reformer du 23 mai 1881 dit que cette démarche lui fit perdre de nombreux liens très anciens ; mais, sa biographie dans la revue The Republican en décembre 1881 dit que ce ne fut pas le cas.
Les sources diffèrent à nouveau quant à son adhésion à la National Secular Society (NSS) et à sa rencontre avec Annie Besant et Charles Bradlaugh ; la chronologie est confuse dans la plupart des cas. Pour le biographe d'Eleanor Marx, Chushichi Tsuzuki, il semblerait qu'un (ou une) de ses élèves ou étudiants lui ait présenté Annie Besant qui venait se remettre à niveau pour entrer au University College. Il aurait ensuite commencé à contribuer au National Reformer. Pour Ann Taylor, biographe d'Annie Besant, la chronologie est inversée : Aveling contribuait au National Reformer et Besant lui demanda de devenir son tuteur pour la préparer à l'entrée à l'université. Yvonne Knapp, biographe d'Eleanor Marx, ne donne aucun détail précis, écrivant qu'en 1879 quand Aveling annonça son athéisme, il écrivait dans le National Reformer.
Il est certain qu'à partir de janvier 1879, Edward Aveling écrivait pour le National Reformer : d'abord avec une série d'articles sur Darwin, mais de façon anonyme, ne les signant que des initiales « E. D. »,. L'influence d'Annie Besant fut forte : Aveling insista toute sa vie sur la profonde admiration respectueuse qu'il avait pour elle. Ainsi, elle réussit à le convaincre de signer de son propre nom ses articles à partir de juillet 1879 et de se déclarer ouvertement séculariste. Il devint bientôt un des principaux orateurs lors des conférences du mouvement. Sa première apparition publique pour la NSS se déroula le 10 août 1879 au Hall of Science de South Kensington : il fit une conférence sur Shelley. Il partit ensuite faire une tournée de conférences à travers la Grande-Bretagne. Un de ses traits de caractère se révéla à cette occasion. Il ne cessait de protester contre ses notes d'hôtel et la nécessité de donner des pourboires au personnel. Il finit par ne plus payer ses notes d'hôtel plutôt que perdre son temps à en discuter le montant.
Edward Aveling s'impliqua de plus en plus au sein de la National Secular Society. Les dix premiers mois suivant son engagement public à la NSS, il fit 116 conférences, principalement sur religion et science. En février 1880, quand cette société organisa une réunion publique pour demander une réforme agraire en Irlande, il faisait partie des orateurs. Son discours alla jusqu'à demander une réforme électorale pour étendre le droit de vote. En mai 1880, Edward Aveling fut élu vice-président de la National Secular Society ; il prononça à cette occasion un discours dans lequel il prouvait que tous les scientifiques, qu'ils le veulent ou non, étaient athées,. En mars de la même année, Charles Bradlaugh avait été élu Membre du Parlement pour Northampton (il s'y présentait depuis 1868). Il se posa alors un grave problème institutionnel. Tous les nouveaux Membres du Parlement devaient prêter serment d'allégeance à la Couronne et ce serment comprenait les mots : « So help me God » (« avec l'aide de Dieu »). Le Speaker, Henry Brand déclara qu'un tel serment par un athée déclaré ne pouvait avoir de valeur. Lorsque le Speaker annonça à Bradlaugh qu'il ne serait pas autorisé à siéger, celui-ci refusa de quitter la Chambre des Communes, arguant qu'on ne pouvait empêcher un élu de siéger. Il fut même arrêté et enfermé quelques heures dans la tour de Big Ben. La crise institutionnelle se poursuivit jusqu'en 1886. Manifestations et pamphlets en faveur de Bradlaugh (réélu cinq fois durant la période) se multiplièrent. Aveling fut très actif dans son soutien au président de la NSS, insistant fermement que ce représentant du peuple avait été élu démocratiquement,.

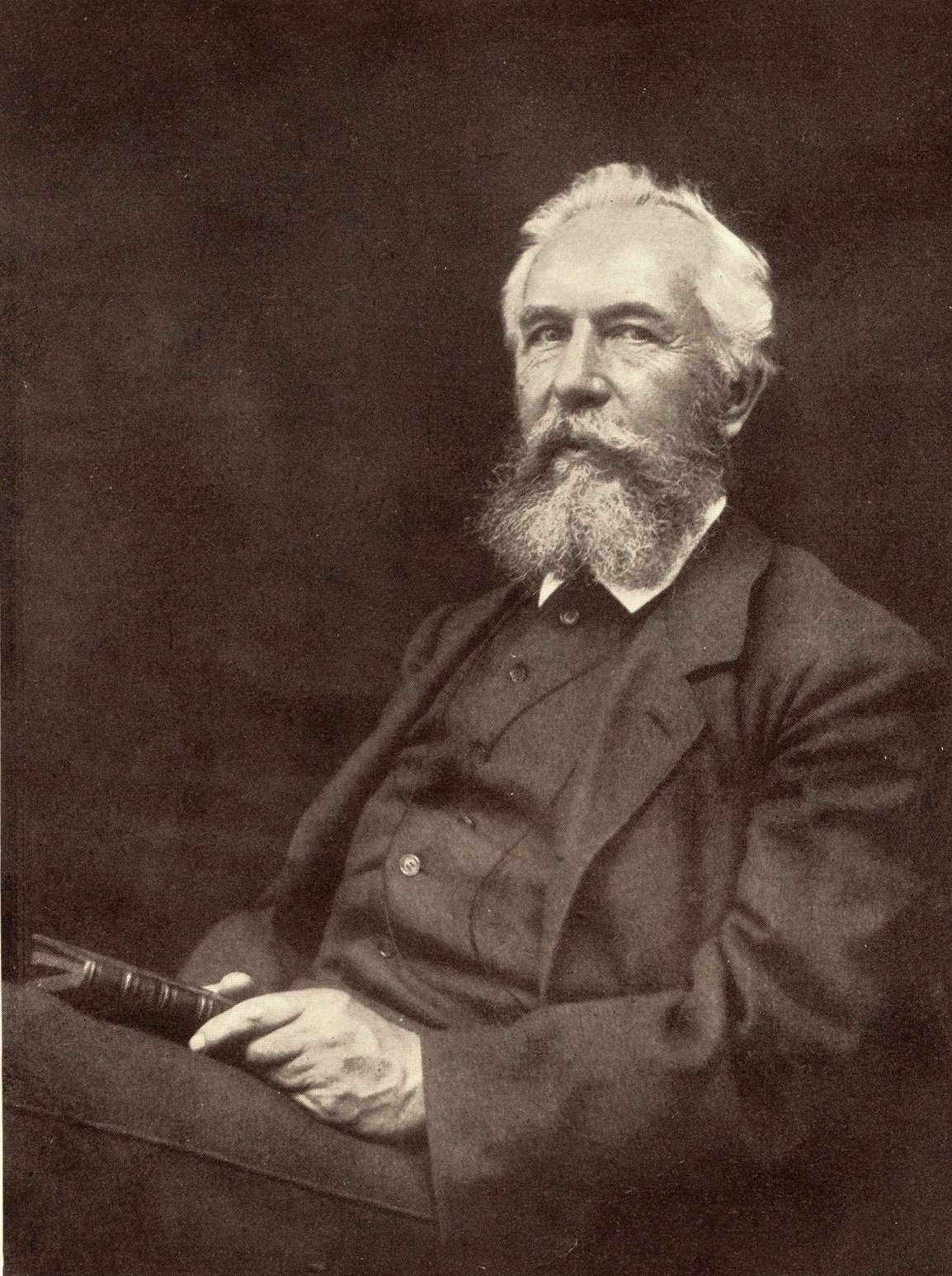
Ernst Haeckel en 1896.

En 1881, Aveling se fit remarquer par une conférence où il développait son concept d'un Dieu chrétien méchant puisqu'il encourageait selon lui à la polygamie et au vol. En septembre, il fit un discours au deuxième congrès de la Fédération internationale de la Libre-pensée qui se tenait au Hall of Science sur les origines des religions et leurs liens avec les climats. Ludwig Büchner qui présidait le congrès se rendit ensuite avec Aveling chez Darwin. Les deux hommes tentèrent de faire dire au vieux savant qu'il était athée. Ils ne purent lui faire avouer que son agnosticisme, mais furent ravis quand il convint que le christianisme ne reposait sur aucune preuve scientifique. Cet argument darwinien fut ensuite repris régulièrement par Aveling dans ses textes militants : il se plaçait sous l'autorité de Darwin pour démontrer que christianisme et science étaient irréconciliables. Après la mort du naturaliste en 1882, une de ses lettres à un étudiant de Iéna fut rendue publique (en Allemagne, mais aussi en Grande-Bretagne dans le National Reformer, mais aussi la Pall Mall Gazette ou le Spectator). Darwin y écrivait que science et christianisme étaient deux choses bien séparées et qu'il doutait qu'une quelconque Révélation ait jamais eu lieu. Aveling entra en contact avec Ernst Haeckel le professeur allemand qui avait rendu publique cette lettre. Leur correspondance fut régulière. Aveling se « convertit » à la conception moniste de l'évolution prônée par Haeckel. Il traduisit nombre de ses textes. Durant cette période, Aveling connut l'apogée de son engagement séculariste, considérant même que l'« Évangile de l'Évolution » allait remplacer les Évangiles chrétiens et que les scientifiques devaient s'en faire les apôtres et prêcher dans les écoles, les universités ou les laboratoires.
À l'automne 1879, Edward Aveling donnait deux cours au Hall of Science : chimie et physiologie. Dans les trois ans qui suivirent, le nombre de ses cours passa à quatorze ; et le nombre de ses élèves de 115 à 214. Annie Besant et les deux filles de Charles Bradlaugh (Hypatia et Alice) y donnèrent aussi des cours. En plus des cours magistraux au Hall of Science, Aveling organisait des « travaux dirigés » dans un laboratoire (le Practical Science Laboratory) qu'il avait acquis en 1881 près d'Oxford Street. Cependant, l'engagement accru d'Aveling au Hall of Science posa des problèmes à cet organisme dont le programme éducatif était aussi financé, en partie, par l'État. En août 1881 puis en 1882, le conservateur Sir Henry Tyler souleva la question au Parlement. Le gouvernement Gladstone cependant répondit que les résultats pédagogiques étaient excellents et qu'il n'y avait donc aucune raison de mettre fin au financement. L'engagement séculariste d'Aveling lui causa des difficultés par ailleurs. Ses cours au London Hospital furent annulés à partir de juin 1881.
En 1882-1883, Edward Aveling montra les premiers signes de son intérêt pour les idées socialistes à l'occasion des problèmes que connut le journal libre-penseur Freethinker auquel il collaborait. Ce périodique, qui se voulait très antichrétien, avait mené diverses campagnes provocatrices qui lui valurent des procès. Finalement, le rédacteur en chef, G. W. Foote, finit par être condamné pour blasphème. Aveling commenta alors la décision de justice en disant qu'elle arrangeait surtout les intérêts capitalistes qui ne supportaient pas l'existence d'une presse populaire bon marché qui éduquait le peuple. En 1882, lorsqu'il se présenta au London School Board pour Westminster, sa campagne fut soutenue à la fois par la NSS et par la Social Democratic Federation de Henry Hyndman. Durant ses discours, il évoquait autant la liberté de pensée que les problèmes sociaux. Il fut élu avec 4 720 voix, obtenant le quatrième siège sur les cinq à pourvoir. Au London School Board, il milita pour un enseignement primaire gratuit et obligatoire ainsi que pour le développement de l'enseignement technique. Il lutta aussi pour diminuer l'influence de l'Église dans les écoles. Dès 1884, il commença à s'en désintéresser. Cette année-là, son seul lien avec le Board fut un article dans Progress en juillet brocardant ses collègues. Finalement, en octobre, il en démissionna, précisant que le Board lui demandait trop de temps et d'argent alors qu'il était pauvre.
À propos de la « conversion » socialiste d'Aveling, Hyndman écrit qu'il avait compris l'aspect fondamentalement constructif du socialisme, par opposition à l'aspect fondamentalement destructeur du sécularisme. Il ajoutait cependant que l'homme était une énigme pour lui. Il se demandait comment une personne si laide pouvait avoir autant de succès auprès des femmes, même s'il refusait de croire que son apparence physique pût être le reflet de sa moralité. Il refusait alors de croire toutes les rumeurs négatives concernant ses relations à l'argent et aux femmes.
Aveling n'abandonna cependant pas ses activités sécularistes. En 1884, il était devenu président d'une section locale (nord-ouest de Londres) de la NSS. Installé à Kentish Town, il y organisa une « école du dimanche », avec une conférence scientifique ou politique le matin, des cours de sciences l'après-midi et un spectacle de musique ou de récitations le soir. Cette dernière activité fonctionnait de façon indépendante et on pouvait s'y abonner pour la saison.

## Socialisme

### Eleanor Marx

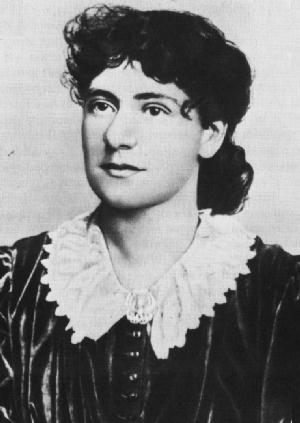
Eleanor Marx

Eleanor Marx, née en 1855, était la plus jeune fille de Karl Marx. Principalement éduquée par son père, elle s'engagea très tôt dans diverses causes politiques comme les Fenians de l’Irish Republican Brotherhood à la fin des années 1860 ou la Commune de Paris via son beau-frère Paul Lafargue. Ce fut d'ailleurs cette dernière qui lui fit rencontrer le premier grand amour de sa vie, Prosper-Olivier Lissagaray, acteur et historien de la Commune. Elle souffrit de l'interdiction que son père lui fit de poursuivre cette relation. Elle finit par en tomber malade. En parallèle, elle devint la secrétaire particulière de Marx et fit campagne pour l'élection victorieuse d'Alice Westlake au London School Board en 1876. Passionnée de théâtre, elle monta sur les planches avec Ernest Radford et Dollie Radford. Elle travailla aussi assidument pour diverses sociétés savantes dont la New Shakespeare Society.
Il est difficile de savoir précisément quand Edward Aveling et Eleanor Marx se rencontrèrent. Leurs chemins se croisèrent plusieurs fois. En octobre 1873, la famille Marx vint écouter une conférence d'Aveling. Celui-ci se souvenait avoir discuté avec le père, mais ne mentionnait pas la fille dans ses souvenirs de cette soirée. Ensuite, les relations ne purent qu'être limitées : Aveling était proche de Bradlaugh et Marx le détestait. Dans une lettre à son père en 1882 cependant, Eleanor Marx montrait son appréciation des écrits d'Aveling. L'hypothèse la plus probable est qu'ils se rencontrèrent à la British Library, alors au sein du British Museum où tous les deux passaient leurs journées à travailler. La mort de Karl Marx en mars 1883 eut deux effets. Ses objections contre les sécularistes disparurent avec lui. Surtout, Aveling demanda à Eleanor Marx d'écrire la nécrologie de son père pour le magazine qu'il dirigeait Progress. Le biographe d'Eleanor Marx C. Tsuzuki mesure le développement de la relation en interprétant les poèmes publiés dans Progress en 1883 par Ernest Radford et Edward Aveling. Pour cela, il suppose aussi que Radford et Marx auraient d'abord été amants. Pour lui, Radford abandonnerait la lutte pour conserver Eleanor Marx en décembre 1883.
Un des liens qui unirent Edward Aveling à Eleanor Marx fut leur amour commun du théâtre. Aveling s'était même essayé à une carrière théâtrale dans les années 1870, au sein d'une troupe de comédiens ambulants. Il en avait gardé de très grandes qualités d'orateurs. Il donnait aussi des spectacles dans le cadre des activités sociales et culturelles de la NSS. Par ailleurs, certaines de ses conférences au Hall of Science portait sur le théâtre, principalement Shakespeare. Il fut aussi chargé de la rubrique « Arts » dans Our Corner, la revue qu'Annie Besant fonda en janvier 1883. Il y écrivit de nombreuses critiques théâtrales. Leur engagement socialiste n'éloigna pas les Marx-Aveling des planches. Ainsi, en novembre 1884, en pleine crise au sein de la Social Democratic Federation, ils jouèrent In Honour Bound de Sydney Grundy (inspiré de Une Chaîne d'Eugène Scribe). Cette pièce en un acte a un argument qui ne fut pas sans rappeler aux spectateurs la liaison entretenue par les acteurs principaux.
La question de l'« amour libre », d'après Engels dans Progress en août 1883, était régulièrement discutée dans le mouvement socialiste qui ne pouvait que rejeter les conventions bourgeoises du mariage. De même, le sécularisme rejetait les conventions religieuses du mariage. Aveling avait donc deux sources très fortes sur lesquelles appuyer sa défense de relations libres entre adultes consentants. En juillet 1884, après la mort de son père, Edward Aveling s'installa avec Eleanor Marx dans un appartement sur Fitzroy Street. Comme il était déjà marié, ils vécurent donc en concubinage, Eleanor Marx se considérant cependant comme son épouse et adoptant son nom ou le nom de Marx-Aveling. Engels avait au départ été réticent, mais finit par donner son consentement et par offrir 50 £ pour leur « lune de miel ». Ils partirent pour Middleton-by-Wirksworth (Derbyshire). Ils rendirent visite à Olive Schreiner qui les reçut fort cordialement, car Aveling avait écrit une très bonne critique de son premier roman La Nuit africaine. Cependant, très vite, elle changea d'avis, si on en croit ses lettres à son ami Havelock Ellis : elle y exprime son aversion grandissante pour Aveling et y plaint Eleanor Marx. Edward Aveling avait mené grand train dans l'auberge où le couple avait résidé. Comme il l'avait déjà fait, il partit sans payer. De retour à Londres, ils s'installèrent en face du British Museum. Il semblerait qu'Eleanor se fût alors retrouvée responsable du ménage et de la cuisine (qu'elle détestait) pour un couple peu enclin au rangement et à la propreté,.

### Social Democratic Federation

#### Rupture avec laNational Secular Society

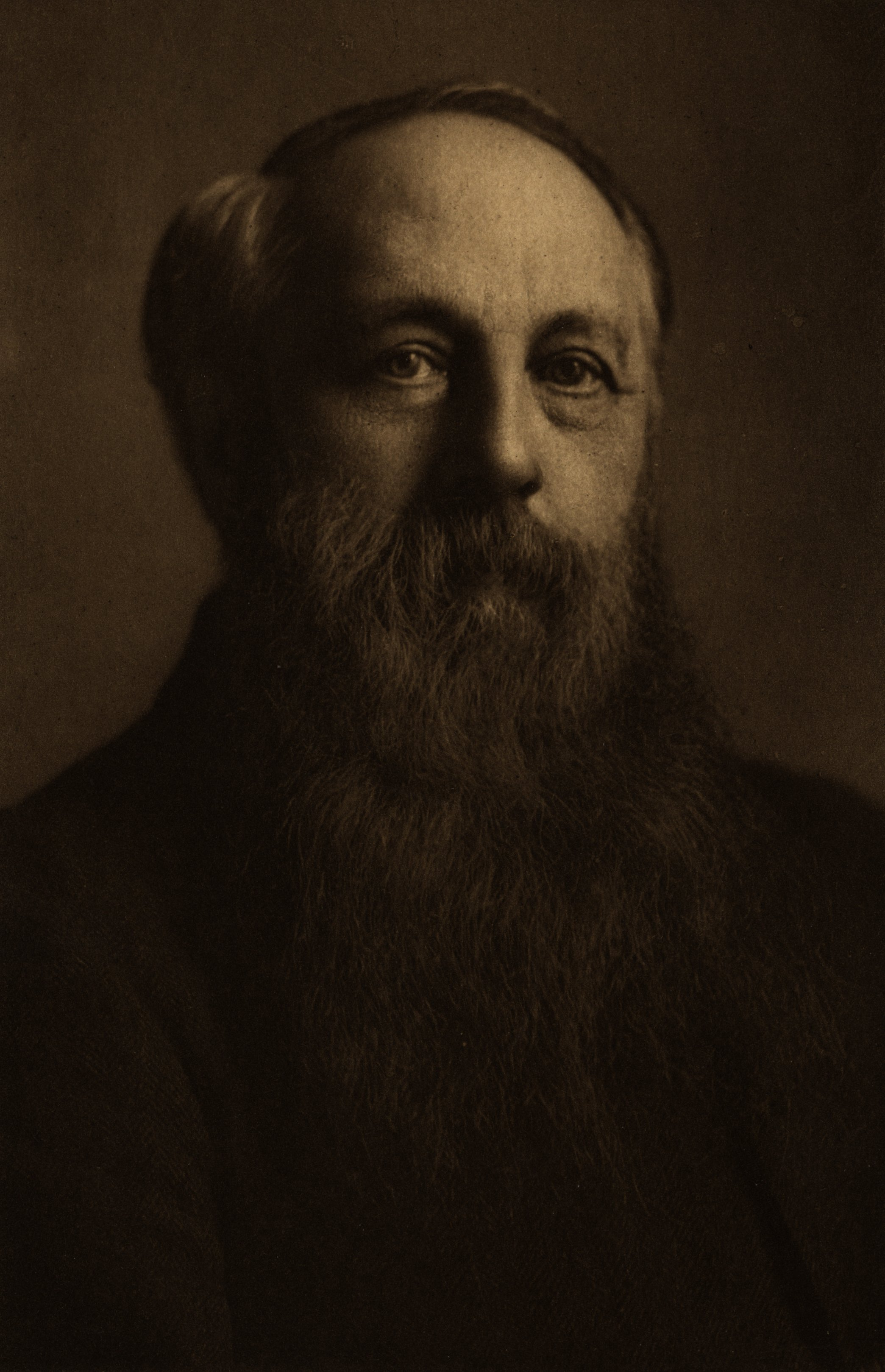
Henry Hyndman

Durant l'été 1883, la Democratic Federation d'Henry Hyndman commença à se rapprocher du socialisme en publiant un pamphlet intitulé Socialism Made Plain (Le Socialisme expliqué simplement). Le 11 janvier 1884, la fédération réunit ses membres dans un hôtel de Fleet Street. Edward Aveling et Eleanor Marx y étant présents, on peut en conclure qu'ils avaient dû y adhérer depuis l'été. Hyndman y annonça le lancement de l'organe hebdomadaire du mouvement Justice. La réunion fut aussi l'occasion d'une vive discussion sur les actions que pourraient mener les socialistes. Aveling suggéra des activités profitant du jeu démocratique, avec des élus qui seraient rémunérés par le parti (en l'absence d'indemnité parlementaire), à quelque niveau qu'ils soient élus, ainsi le London School Board (dont Aveling était membre). Cependant, une motion plus révolutionnaire fut adoptée. Elle considérait que tous les moyens étaient bons pour arriver à l'émancipation des travailleurs. Cette motion entraîna un premier accroc entre Aveling et les sécularistes. Annie Besant (qui ne s'était encore « convertie » au socialisme) critiqua ouvertement les choix marxistes d'Aveling dans le numéro du 3 février du National Reformer. La montée socialiste constituait en effet une concurrence nouvelle et dangereuse pour le mouvement séculariste. Eleanor Marx dans une lettre à sa sœur Laura le même mois, s'indignait de la malhonnêteté intellectuelle de Mrs Besant et souhaitait être un homme pour infliger une bonne correction à Mr Bradlaugh.
La polémique entre la NSS et Aveling se poursuivit les mois suivants. Le 2 mars, il fit une conférence sur le marxisme à la NSS, y prédisant que Marx serait bientôt à la sociologie ce que Darwin était à la biologie. Annie Besant répondit le 20 avril, toujours dans le National Reformer, que le socialisme n'était qu'une mode qui passerait rapidement. Les attaques devinrent plus personnelles quand Aveling déclara qu'il étudiait le socialisme depuis plus de cinq ans et que ses lectures l'avaient convaincu. Besant rappelait (il avait logé chez elle), qu'il n'avait pas un seul ouvrage sur le socialisme dans sa bibliothèque et qu'il ne s'était intéressé au mouvement qu'en fréquentant à partir de 1882 les « socialistes bohêmes » qui peuplaient le British Museum. Malgré tout, Edward Aveling réussissait à propager les idées socialistes dans les rangs sécularistes. Il est cependant difficile de savoir si son élection à une des vice-présidences de la NSS lors du congrès de Plymouth, en juin 1884, était due à une tolérance envers lui au sein du mouvement ou si son influence y était grandissante. Finalement, en juillet 1884, Annie Besant critiqua sa gestion du Hall of Science. Le mois suivant, elle mit fin à la rubrique artistique qu'elle lui avait confiée dans le magazine dont elle était la rédactrice en chef (et propriétaire) Our Corner. La rupture était quasi-définitive. L'attitude d'Edward Aveling vis-à-vis de l'argent le rattrapa alors. À l'été 1884, Bradlaugh l'accusa de malversations dans la gestion de son Practical Science Laboratory qui venait de faire faillite (Engels considérait que cette accusation-ci était peut-être excessive). Bradlaugh exposa alors aussi toutes les sommes qu'Aveling devait à la NSS et exigea qu'il démissionnât de sa vice-présidence du mouvement. Il s'exécuta et, à la suite d'une lettre de créance que Bradlaugh lui fit parvenir, commença à rembourser ses dettes. Il s'engagea à verser 200 £, par mensualités.

#### Premières tensions dans laSocial Democratic Federation

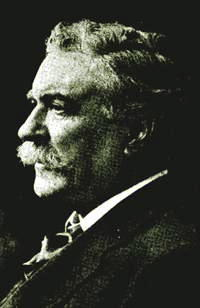
Belfort Bax

Ce fut bientôt aussi au sein de la Democratic Federation que les dissensions se développèrent. Dès le congrès de janvier 1884, une opposition était née entre partisans du jeu démocratique et partisans de la manière forte. Les premiers se regroupaient autour d'Hyndman et de Justice ; les seconds étaient proches de Belfort Bax, un internationaliste, et de la revue To-Day (qui avait commencé à publier le Capital de Marx). Engels, qui détestait Hyndman, refusa les offres de collaboration à Justice, mais accepta celles de To-Day où Eleanor et Edward Marx-Aveling écrivaient régulièrement. La querelle s'envenima en mars-avril 1884, à plusieurs niveaux. Une cérémonie était prévue en mars au cimetière de Highgate, pour célébrer le premier anniversaire de la mort de Marx ainsi que la mémoire de la Commune. Hyndman, d'abord pressenti pour y faire un discours, déclina, déclarant qu'il refusait la « canonisation des individus », contraire à l'idée socialiste. Il fut remplacé par Aveling. La manifestation, autour de 5 000 personnes et le discours d'Aveling furent un succès, malgré l'interdiction d'entrer dans le cimetière, gardé par 500 policiers.
En parallèle, dans To-Day, Eleanor Marx écrivit début mars, que le Times avait refusé de publier une de ses lettres défendant son père. Immédiatement, Hyndman écrivit dans Justice que To-Day avait des choses plus importantes à faire que de se mêler d'une si piètre controverse ou que de publier les diatribes d'Aveling sur le socialisme chrétien. En effet, le militantisme athée de ce dernier gênait Hyndman qui y voyait un danger pour la popularité de son mouvement. En avril, To-Day répondit en pointant les préjugés racistes d'Hyndman dans son Historical Basis of Socialism in England. Enfin, les divisions dans le socialisme mondial eurent des répercussions au sein de la SDF. Les possibilistes de Brousse avaient reçu le soutien des syndicalistes britanniques et de Henry Broadhurst lors de leur conférence internationale de 1883. Aussi, l'année suivante, les marxistes convoquèrent une conférence à Roubaix, en vue de préparer un congrès de recréation de l'Internationale. Mi-mars 1884, une réunion de la SDF fut organisée afin de déterminer la réponse que l'organisation ferait à l'invitation à Roubaix. Hyndman se déclara contre toute participation. Bien sûr, Eleanor Marx se positionna en faveur de l'envoi de délégués. Cette dernière motion approuvée, la discussion porta sur le choix des personnes. Hyndman refusait Bax, par principe, car il n'était pas ouvrier. Aveling fit donc proposer Bax, qui fut choisi, en même temps qu'un fidèle de Hyndman, l'ouvrier Harry Quelch (en). En mai, la conférence de Roubaix décida de convoquer le congrès de recréation de l'Internationale à Londres l'année suivante, à la grande joie d'Eleanor Marx.
Le conflit se déplaça ensuite sur la traduction du Capital de Marx. La traduction « officielle », approuvée par Engels, celle de Samuel Moore avançait doucement. Edward Aveling avait été recruté pour travailler sur le premier chapitre. Engels considérait en effet que ce chapitre, très descriptif, ne poserait pas de problème à Aveling, qu'il ne considérait pas encore capable de s'attaquer aux parties théoriques, qui pourraient être trop complexes pour lui. Eleanor Marx vérifiait qu'il n'existait pas d'incohérences entre la nouvelle traduction et celles que son père avait déjà publiées, en extrait. En parallèle, To-Day proposait sa traduction et Hyndman voulait lancer la sienne. Il gagna cette fois-ci. En effet, To-Day souffrait de problèmes financiers. Hyndman s'offrit pour le sauver, à la double condition que Bax fût remplacé par un de ses proches H. H. Champion et que la publication du Capital cessât. Le rédacteur en chef fut changé et à partir de juillet 1884, les Marx-Aveling n'écrivaient plus pour To-Day. Ils pensèrent pouvoir se rabattre sur Progress, mais son rédacteur en chef historique, George William Foote, libéré de prison une fois sa peine pour blasphème purgée, reprit le journal en mains. Il n'était pas socialiste et était un fidèle de la National Secular Society. À partir de novembre 1884, les Marx-Aveling perdirent leur accès à cet organe de presse. Le problème se déplaça alors sur Justice, touché lui aussi par des problèmes financiers. Il était maintenu à flot par William Morris qui, toutes les semaines, compensait les pertes. Aveling et Bax suggérèrent en novembre une nouvelle rédaction conjointe : Bax-Aveling-Morris. Hyndman s'y opposa fermement. La scission mit fin au conflit avant qu'il soit réglé.
Lors du quatrième congrès de la Democratic Federation, celle-ci décida de changer son nom pour devenir Social Democratic Federation, le 4 août 1884. Seul Edward Aveling était présent à cette occasion. Cependant, il réussit à faire élire son couple au conseil exécutif et à faire adopter une motion anti-Hyndman, refusant l'action démocratique (alors qu'il en était partisan l'année précédente). Il fut décidé de rédiger un nouveau programme pour le mouvement. Les discussions traînèrent en longueur, à cause des dissensions. William Morris jouait de plus en plus les conciliateurs entre les deux camps opposés. Il penchait plutôt vers la faction Marx-Aveling-Bax, même s'il trouvait que la proposition d'Aveling de séparation de l'Église anglicane et de l'État était une ineptie. Finalement, un compromis fut trouvé en octobre. Il refusait presque complètement le parlementarisme. Il essayait aussi de rapprocher le mouvement du Trades Union Congress, comme cela avait été le cas pour l'Internationale précédemment. On lit ici l'influence des Marx-Aveling.

#### Une réputation de plus en plus entachée
Les dettes d'Aveling vis-à-vis de la NSS le rattrapèrent à la SDF. Le 2 septembre 1884, lors d'une réunion du bureau exécutif, John Burns souleva la question, pour Hyndman. Selon eux, Aveling ne pouvait rester au bureau tant qu'il n'avait pas lavé son honneur. Le problème principal, comme le souligna William Morris, était que Bradlaugh était juriste et qu'il n'aurait pas lancé de telles accusations à la légère. Aveling ne put que nier les accusations, sans apporter de preuves de son innocence. Il fit de même lors du bureau la semaine suivante, avant de se faire excuser, car il était souffrant, lors du bureau suivant. Il finit par devoir faire une déclaration publique. Elle parut dans Justice du 27 septembre 1884 : « Je dois beaucoup d'argent à beaucoup de gens. Mais, je voudrais dire, qu'à ma connaissance, aucune des sommes dont la gestion m'a été confiée n'a disparu. Mes difficultés financières sont liées à ma pauvreté et à mon manque d'habitude des affaires. » Cette réponse assez vague à des accusations à peine plus précises de Bradlaugh sembla satisfaire, un temps, ses collègues de la SDF. Et en effet, ses dettes s'accumulaient. Ainsi, un tailleur, membre de la Communist Workers' Educational Association, racontait qu'Aveling lui avait commandé une veste et un veston, mais qu'il ne fut jamais payé. Cela n'empêchait pas Aveling de les porter lorsqu'il se rendait au théâtre avec Eleanor Marx. Ce fut alors qu'une rumeur circula : le comptable de William Morris refusait d'avoir quoi que ce fût à faire avec la SDF afin d'éviter d'avoir à payer pour les frasques d'Aveling. Lorsque Morris démentit la rumeur, Aveling en profita pour emprunter rapidement de l'argent.
À l'automne 1884, ayant perdu l'accès au Hall of Science, Aveling chercha un autre local où continuer ses cours. Comme il était président de la section de Westminster de la SDF, il en utilisa les fonds pour acquérir d'abord un débit de boissons, qu'il devait connaître via sa propension à l'alcoolisme. Finalement, pour des questions morales, il dut se rabattre sur une autre salle qui avait une réputation de lutte contre l'alcoolisme. Il désirait y enseigner gratuitement le socialisme scientifique. Il fit salle comble pour son premier cours. Cependant, son attitude, trop professorale, fut mal acceptée de son public ouvrier qui quitta la salle petit à petit.

### Socialist League

#### Scission

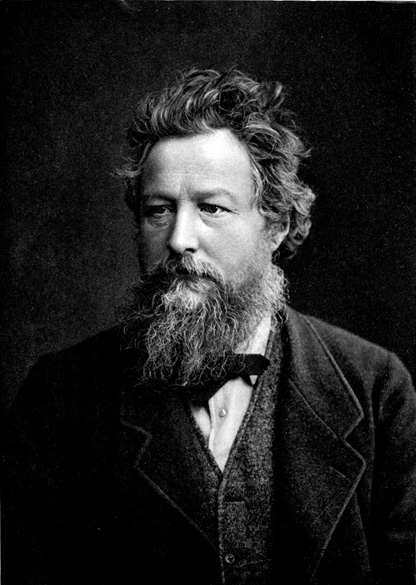
William Morris, photographie par Emery Walker.

Les tensions au sein de la SDF arrivèrent à leur apogée en décembre 1884, provoquant la rupture. Le congrès de recréation de l'Internationale prévu pour mars 1885 à Londres s'approchait. Hyndman y était fermement opposé tandis qu'Eleanor Marx s'y impliquait, ayant même invité sa sœur Laura Lafargue. Les bureaux exécutifs qui discutaient de la question finissaient en échanges d'invectives. Hyndman devenait paranoïaque : il avait reçu deux lettres, signée de la même personne, mais aux écritures différentes, l'invitant à Paris. Il déclara qu'elles étaient des faux, de la main des sœurs Marx qui voulaient l'attirer à Paris pour l'éliminer.
L'inimitié entre Hyndman et Andreas Scheu (de) fut l'élément déclencheur. Ce dernier, exilé en Écosse, y avait fondé une Scottish Land and labour League, associée à la SDF, dont il tentait cependant de rester autonome. Scheu considérait publiquement en effet qu'Hyndman était un nationaliste. Inversement, Hyndman accusait Scheu d'être un anarchiste toujours proche de Johann Most, avec qui il avait pourtant rompu. À Londres, tous les adversaires d'Hyndman se retrouvaient chez les Marx-Aveling. Ils invitèrent Scheu à venir plaider sa cause devant le bureau exécutif, le 23 décembre 1884. La discussion fut à nouveau houleuse. Le vote de confiance pour Scheu se mua en vote de défiance contre Hyndman. Le vote fut cependant repoussé au 27 décembre. Aveling et Morris se tournèrent vers Engels. Ce dernier condamna la façon (qualifiée de bismarckienne) dont Hyndman gérait la SDF. Mais, il ne considérait pas Aveling, Morris et Bax, « deux poètes et un philosophe », capables de mieux la diriger.
Lors du bureau du 27 décembre, la motion de défiance contre Hyndman fut adoptée par une courte majorité de dix voix contre huit. Les majoritaires publièrent alors une déclaration critiquant l'attitude dictatoriale de Hyndman et annonçant leur démission. En effet, leur majorité au sein du bureau était très courte et ils n'étaient pas sûrs de convaincre les adhérents de base. Le 30 décembre, Eleanor Marx-Aveling, Edward Aveling, Belfort Bax et William Morris formèrent la Socialist League, avec un programme de « socialisme révolutionnaire international ». Son mensuel Commonweal parut à partir de février 1885, financé par Morris qui était aussi rédacteur en chef, tandis qu'Aveling était rédacteur adjoint. Engels y contribua. L'animosité ne disparut pas pour autant. À la suite des élections législatives de novembre-décembre 1885, trois membres de la SDF : Hyndman, John Burns et Henry Hyde Champion (en), furent impliqués dans le scandale de l'« or tory ». L'information fut révélée par le journal français Le Socialiste qui avait reçu une lettre d'Hubert Bland, mais les Marx-Aveling étaient derrière cette lettre. Lorsqu'en août 1886, Hyndman essaya de se réconcilier avec Morris et la Socialist League, il insistait sur le fait qu'une des principales pierres d'achoppement était l'attitude d'Aveling qui ne cessait ses campagnes contre lui dans la presse étrangère.

#### Activités politiques
Le programme de la Socialist League parut dans Commonweal en février 1885. Il rejetait le jeu démocratique et les réformes sociales, par essence incomplètes, comme la seule nationalisation de la terre. « Éducation, organisation et démocratie dans le parti » étaient les trois éléments essentiels du programme dont le but ultime était la réalisation d'un « socialisme révolutionnaire complet ». Cependant, en parallèle, une constitution provisoire était adoptée. L'influence d'Engels via les Marx-Aveling y était visible. Le pouvoir pouvait être conquis par les élections et la collaboration avec les autres organisations ouvrières (syndicats, coopératives) était encouragée. Pendant les semaines qui suivirent, l'activité principale fut la création de sections locales du mouvement. Fin février Morris et les Marx-Aveling se rendirent à Oxford pour y faire une conférence en vue de recruter des adhérents parmi les étudiants. Le public ne leur était pas favorable. Edward Aveling fut celui qui fut le plus chahuté, mais très vite après qu'il avait commencé à parler, il fut le mieux écouté. La soirée fut cependant écourtée quand une boule puante fut lancée dans la salle. malgré tout, peu de temps après une Oxford Socialist Association fut créée, section locale de la Socialist League. Un Marx Club fut même créé un peu plus tard.
L'été 1885 vit monter les tensions lors de la campagne de longue haleine menée par toutes les formations de gauche (NSS, SDF, Socialist League, Fabian Society, derniers radicaux, etc.) pour la liberté d'expression. Les membres de ces organisations bravaient l'interdiction de manifestations et de discours publics. Cet été-là, la campagne s'était concentrée sur Dod Street, dans l’East End. Le 20 septembre, Eleanor Marx et Edward Aveling faisaient partie des orateurs. May Morris évoque dans sa biographie de son père, la voix de stentor d'Aveling, capable de se faire entendre sur toute la longueur de la rue. La police intervint et des membres de la League furent arrêtés et jugés immédiatement. Les Marx-Aveling furent seulement cités comme témoins. Ils profitèrent de leur passage à la barre pour affirmer qu'ils continueraient la campagne jusqu'à ce qu'ils fussent eux aussi enfermés. À l'annonce d'un verdict très dur, le public protesta très fortement et la police chargea dans la salle d'audience. Eleanor Marx fut bourrée de coups de poing, tout comme William Morris. Ces événements mirent la League au premier plan de la lutte. Le dimanche suivant, 25 octobre, Aveling fut le premier orateur sur Dod Street, avant même les premiers organisateurs de la campagne, les radicaux.
Des tensions commençaient cependant déjà à se faire sentir au sein de la Socialist League, avec la tendance anarchiste. Lors de l'assemblée générale de juillet 1885, Joseph Lane, représentant de la Labour Emancipation League, un mouvement associé à la Socialist League, suggéra que plus d'indépendance fût accordée aux sections locales. Il déclarait que le modèle politique idéal était celui de la fédération de communes. Sa motion fut rejetée, à l'initiative des Aveling. Le couple fut alors l'objet d'une attaque de Theodor Reuss. Il considérait que le fait que deux membres d'une même famille siègent au conseil exécutif faussaient les votes. Sa motion fut rejetée, mais Eleanor Marx ne fut pas réélue au conseil. Dans les semaines qui suivirent, la tendance anarchiste gagna du terrain dans la Socialist League et les Marx-Aveling en perdirent. Commonweal fit la promotion des réunions du groupe de réflexion anarchiste de Charlotte Wilson. Le 1er mai 1886, l'organe s'affirma contre le parlementarisme et la réforme. Edward Aveling démissionna de la rédaction, sur les conseils d'Engels et de sa compagne. Celle-ci vit d'ailleurs sa colonne sur le socialisme international remplacée par une chronique accordée à May Morris.
Les Marx-Aveling écrivirent en août 1885 un article « The Factory Inferno », à partir d'un article du même titre d'Aveling dans Commonweal d'avril. Ils y affirmaient que la situation dans les usines n'avait pas évolué entre les rapports parlementaires de 1864 et 1884 et que les ouvriers y souffraient toujours des mêmes maux : maladies, accidents et amendes. Edward Aveling essaya de reprendre avec le soutien de la Socialist League le travail éducatif sur les idées socialistes qu'il avait entamé du temps de la SDF, dans le quartier de Westminster. Sa première conférence eut lieu en février, devant un public de 150 personnes attentives. Elle fut un succès. Il publia ses cours dans Commonweal afin d'y définir plus précisément les mots de vocabulaire socialiste qu'il employait dans ses conférences. Très vite, Aveling recommença à poser des problèmes financiers. Il avait été convenu que les bénéfices de ses conférences seraient versés au fond de propagande du mouvement. Il n'accepta cependant pas qu'une collecte fût organisée à la fin de ses cours ; il trouvait cela « indigne ». Dès l'été 1885, Morris souleva la question de « frais contestables » dans les factures de location de la salle où se déroulaient les cours. Aveling les abandonna alors. Il entreprit un cycle de conférences scientifiques, utilisant à ses frais la salle de la Socialist League et récoltant seul les bénéfices. À l'automne, il acheta une salle sur Tottenham Court Road pour y faire ses cours. Cette fois-ci, son problème fut que les conférences avaient lieu trop tard dans la soirée et l'empêchaient de « savourer son porto d'après dîner », selon une lettre d'Eleanor Marx à sa sœur Laura.
Les Marx-Aveling continuaient à combiner leur amour du théâtre et leur lutte socialiste. Ainsi, régulièrement, comme pour la clôture des conférences sur le socialisme d'Aveling, la League organisait des soirées culturelles à destination des ouvriers. À chaque fois, le couple y contribuait par une courte pièce ou une lecture théâtrale.

#### Question féminine et tensions dans le couple

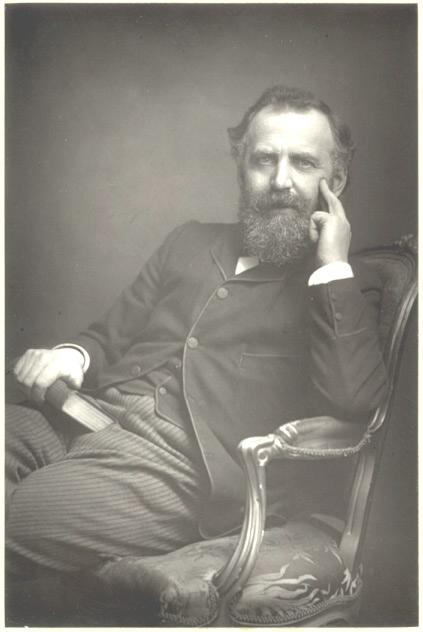
W. T. Stead en 1881.

À la fin de l'été 1885, Eleanor Marx reprit dans ses articles de Commonweal, les résultats de l'enquête de W. T. Stead sur l'exploitation sexuelle des petites filles, dite du « Maiden Tribute of Modern Babylon (Le Sacrifice des vierges dans la moderne Babylone) ». Elle y liait exploitation sexuelle et exploitation capitaliste. Dans la lignée de ses articles, elle publia avec Edward Aveling, en 1886, un pamphlet intitulé The Woman Question. Ils y attaquaient toutes les attitudes morales vis-à-vis de la femme à leur époque, même les attitudes les plus « avancées ». Ils condamnaient la chasteté. Ils considéraient que les mariages n'étaient que des « transactions commerciales » et donc « pire que de la prostitution ». Ils citaient la pièce qu'ils préféraient Une maison de poupée d'Ibsen pour dénoncer le capitalisme qui avec ses « emprunts et dettes » mettaient en danger les fondements du mariage. Ils critiquaient aussi les revendications pour le droit de vote des femmes ou leur accès à l'enseignement supérieur, car elles n'étaient fondées, selon eux, que sur des idées de classe ou de propriété. En fait, pour eux, la révolution socialiste apporterait « l'amour, le respect, l'égalité intellectuelle ».
Il semblerait cependant que l'amour libre ne fût pas non plus exempt des problèmes d'argent, d'infidélité et de jalousie comme le montra l'attitude d'Aveling dans les mois qui suivirent, et les réactions d'Eleanor Marx. En effet, au printemps 1885, selon George Bernard Shaw, le couple était à la limite de la séparation. Eleanor Marx se serait rendu compte de la personnalité réelle de son compagnon, comme elle l'évoque dans une lettre à Olive Schreiner. Alors qu'en avril 1885, il avait été très malade et qu'elle était allée à Ventnor s'occuper de lui, au retour il fit comme si rien ne s'était passé, sortait et se réjouissait de rencontrer de belles femmes dans ses soirées (sans Eleanor Marx). Dans cette lettre, elle se plaint de l'attitude nonchalante d'Aveling vis-à-vis de l'argent. Le couple avait très peu de revenus, mais il ne semblait pas s'en soucier. En fait, selon Eleanor Marx, Aveling, très égoïstement, ne se souciait que de ce qui le concernait directement. Il semblerait aussi qu'il ait préféré prendre des obligations qui lui rapportaient de l'argent, plutôt que de respecter ses obligations politiques vis-à-vis de la Socialist League : il ne venait pas souvent aux réunions de bureau. Il en démissionna même juste avant de partir en tournée de conférences aux États-Unis.

### Tournée américaine
À l'automne 1886, au moment où les Marx-Aveling étaient en pleine crise dans leur couple et dans le mouvement socialiste britannique, ils partirent pour une tournée de conférences aux États-Unis, autant pour ressouder leur relation que pour rétablir leur réputation et leur situation politique (comme l'espérait Paul Lafargue dans une lettre à Engels). Le mouvement socialiste américain était pourtant lui aussi dans la tourmente à la suite du massacre de Haymarket Square. Les socialistes européens étaient attirés par les États-Unis pour diverses raisons. Une des principales était qu'ils constituaient une importance source de financement. Ainsi, une tournée allemande en 1881 avait été couverte de succès, financièrement parlant. En 1886, les Marx-Aveling préparaient une tournée et avaient pris contact, dans ce but, avec des libres-penseurs américains. Juste avant le départ, Aveling plaisantait en disant qu'il enverrait le premier million de dollars récolté à Laura Lafargue. Cependant, se posait le problème du financement initial du voyage. Wilhelm Liebknecht avait lui aussi prévu une tournée. Il avait été officiellement invité par les socialistes américains du Socialistic Labor Party, d'origine allemande pour la plupart, et ils prenaient ses frais à leur charge. Les Marx-Aveling réussirent à greffer leur tournée sur celle de Liebknecht et obtinrent qu'Aveling fût lui aussi invité et financé. Par contre, la Socialist League refusa qu'il fût considéré comme s'exprimant au nom du mouvement.
Le couple voyagea à bord du City of Chicago de l'Inman Line. Ils partirent de Liverpool le 31 août et arrivèrent à New York le 10 septembre. Ils furent accueillis par un journaliste du New Yorker Volkszeitung, organe officiel et germanophone du Socialistic Labor Party. Aveling annonça sa volonté d'axer sa tournée sur le socialisme scientifique, donc contre l'anarchisme, rappelant les dégâts causés au socialisme mondial par Haymarket. Eleanor Marx raconta comment elle avait été choquée durant la traversée par l'écart social entre les immigrants entassés sur le pont et les riches Américains de retour d'Europe. Elle trouvait ces derniers impolis et brutaux. Elle continua à être choquée par la vulgarité de New York quand elle se fit insulter par un policier.
La tournée des Marx-Aveling commença le 14 septembre à Bridgeport (Connecticut), un des bastions anglophones du Socialist Labor Party. Le 16, ils étaient à New Haven où leur auditoire fut composé presque uniquement d'enseignants et d'étudiants de Yale. Le 18, ils rencontrèrent les Knights of Labor de Meriden (Connecticut). Aveling considérait que les Chevaliers constituaient la première prise de conscience de classe par les ouvriers américains et que leurs idées étaient proches du socialisme originel. Il regrettait cependant le conservatisme des leaders de son époque. Les discours des deux Britanniques furent surtout des appels à un rassemblement des divers mouvements socialistes et syndicaux (Knights of Labor, Central Labor Union, etc.). Eleanor Marx ajoutait un appel aux femmes. Le 19 septembre, ils étaient de retour à New York pour participer au grand rassemblement en l'honneur de Liebknecht, qui venait d'arriver. Celui félicita ses camarades d'origine allemande pour leur rôle décisif dans le développement de la social-démocratie aux États-Unis. Il souhaita cependant que le mouvement s'élargît au-delà des seuls germanophones. Aveling lui succéda et lors de son discours insista sur le même point de la nécessité d'une ouverture. En fait, c'était la ligne sur laquelle il s'était mis d'accord avec Engels avant de quitter la Grande-Bretagne. La manifestation se termina lorsque la police intervint. Eleanor Marx fut violemment bousculée par les forces de l'ordre. Dans les jours qui suivirent, les Marx-Aveling parlèrent dans diverses villes de l'État de New York. À la fin du mois, ils rencontrèrent Henry George, le candidat à la mairie de New York, soutenu par les organisations socialistes. La rencontre, chez le fouriériste John Lovell, fut cependant plus sociale que politique.
Durant les douze semaines suivantes, les Marx-Aveling parcoururent trente-cinq villes. Ils commencèrent par la Nouvelle-Angleterre industrielle où ils découvrirent des ouvriers et surtout des ouvrières vivant dans les conditions pires que celles qui existaient dans le Lancashire, leur point de comparaison. Afin de compléter leurs observations personnelles, ils obtinrent des informations de Carroll D. Wright (en) au Bureau of Labor Statistics de Washington à qui ils s'adressèrent à la fin de leur tournée. Ils rendirent visite à la militante féministe Isabella Beecher Hooker. Après la Nouvelle-Angleterre, ils visitèrent le Midwest : Chicago, Milwaukee, Minneapolis et Saint Paul, Kansas City (où ils remportèrent le plus grand succès de leur tournée en réussissant à recruter quarante nouveaux membres pour la section locale du SLP). À Chicago, Aveling avec Liebknecht, rendit visite aux anarchistes emprisonnés pour le massacre de Haymarket Square. Samuel Fielden, d'origine anglaise, s'accrocha à lui, comme à un « petit morceau du vieux pays ». Ils revinrent vers New York via Cincinnati, Baltimore et Washington.
Leur voyage sembla longtemps être une réussite politique. Il fut en tout cas une réussite touristique de leur point de vue. Les huit premières semaines, ils se rendirent dix fois au théâtre. Ils firent des visites d'agrément, comme celles d'Harvard ou de Salem. Ils séjournèrent dans de grands hôtels et voyagèrent en première classe dans les trains. Aveling s'amusait aussi à obtenir de l'alcool dans les lieux où les premières mesures de prohibition avaient été mises en place comme au Rhode Island ou en Iowa. Il ne cessa pourtant de protester contre le manque de confort.
Cependant, le voyage se termina très mal et la réputation d'Aveling en prit encore un coup. Le 23 décembre, le couple Marx-Aveling présenta le bilan politique de sa tournée à l'assemblée générale du Socialistic Labor Party à New-York. Aveling y déclara qu'il n'y aurait d'avenir possible pour le mouvement que si le contrôle passait des germanophones aux anglophones. Il ajouta que s'il était socialiste aux États-Unis, il préférerait adhérer aux Chevaliers du Travail ou à la Central Labor Union. Il affirma que tous les socialistes qu'il avait rencontrés en dehors de New-York partageaient son avis. À ce moment du discours, Eleanor Marx l'interrompit pour ajouter « sauf les anarchistes ». Il s'attaqua alors directement au leader du mouvement Wilhelm Rosenberg (en), le blâmant pour le manque d'unité dans le parti. En fait, il semblerait que ce discours ait été une réponse mesquine au problème des frais de voyage du couple. La semaine précédente en effet, les Marx-Aveling avaient été convoqués à un bureau exécutif du SLP pour décortiquer les notes de frais qu'ils avaient envoyées chaque semaine. Il leur fut très clairement reproché d'être « des aristocrates vivant sur le dos des ouvriers » et de « n'être pas dignes d'appartenir au mouvement socialiste ». Au total, les Marx-Aveling avaient dépensé 2 050 $, soit deux fois plus que Liebknecht et sa fille. Les frais des Marx-Aveling incluaient par exemple 50 $ en cigares pour Edward Aveling et cigarettes pour Eleanor Marx ainsi que 100 $ en billets de théâtre (et encore, en se présentant comme critique théâtral, Aveling avait parfois obtenu des billets gratuits). Ce dernier avait laissé une ardoise de 42 $ au bar d'un des palaces où ils avaient passé deux jours ; par comparaison, les Liebknecht avaient payé personnellement toutes leurs dépenses de boisson. Rosenberg avait conclu le bureau en déclarant que les Marx-Aveling s'étaient payés du bon temps aux États-Unis aux frais du parti. Le couple prit le bateau le 25 décembre et arriva à Londres mi-janvier 1887. Entre-temps, le New York Herald avait publié un compte-rendu du bureau exécutif, repris dans l’Evening Standard. La conclusion en était que les socialistes américains n'étaient pas près d'à nouveau importer un agitateur professionnel européen : ils ne pouvaient s'en payer le luxe. Le 7 janvier, le bureau exécutif du SLP publia un texte officialisant les accusations de la presse et qualifiant Aveling d'« escroc » (« swindler »). Ce dernier répondit par un texte le 26 février, accusant le bureau exécutif du SLP de parodie de justice, montrant un mauvais exemple au moment où les socialistes du monde entier se battaient pour la cause des accusés de Chicago (massacre de Haymarket). Il concluait en disant qu'il préférait encore être comme eux jugés par un tribunal de Chicago que par le bureau du SLP.
La controverse s'étendit dans les mois suivants. Florence Kelley, traductrice américaine des œuvres en allemand d'Engels, dont La Situation de la classe ouvrière en Angleterre en 1844, essaya de convaincre Engels de la justesse de la position du SLP. Celui-ci donnait raison à Aveling quant à l'attitude sectaire des germanophones dans le socialisme américain qui en empêchait le développement. Il refusait de croire qu'Aveling fût un « escroc », rappelant que celui qui avait été professeur d'université avait sacrifié par deux fois sa situation sociale et économique au profit des causes qu'il défendait. Surtout, Engels ne pouvait croire qu'Aveling ait été un « escroc » à l'insu d'Eleanor Marx, insistant sur le fait que celle-ci était incapable d'escroquer la classe ouvrière. Cependant, le couple ne se défendit pas : Aveling tomba malade et se réfugia à Hastings ; Eleanor Marx garda un silence total sur l'affaire. En avril 1887, Henry Hyndman profita du scandale pour discréditer Aveling auprès des socialistes britanniques. Dans Justice le 30 avril, il écrivit que la SDF avait bien fait de rompre tout lien avec celui-ci. Le droit de réponse d'Aveling fut publié le 14 mai, entrant dans les détails des négociations qu'il continuait à mener avec le SLP depuis décembre. Par contre, signe de sa perte d'influence dans la Socialist League, Commonweal refusa de publier en parallèle cette réponse. En août, To-day, passé aux Fabiens, publia un article mettant le problème sur le compte de l'incompétence financière d'Aveling. Engels exprimait alors la même opinion, disant que ce « poète rêveur » n'y connaissait rien « à la vie, aux gens et aux affaires ». L'assemblée générale du Socialistic Labour Party se réunit en septembre 1887 et adopta une motion définitive déclarant que la facture présentée par Aveling était exorbitante,.
La tournée américaine n'eut pas que cette controverse comme résultat. En 1887-1888, les Marx-Aveling en évoquèrent les aspects politiques dans des conférences, des articles et un livre. En janvier 1887, ils firent une conférence à la section de Clerkenwell de la Socialist League. Edward Aveling parla du socialisme en Amérique en général, tandis qu'Eleanor Marx compara les ouvriers britanniques et américains. Ils produisirent une série d'articles pour un magazine intitulé Time. Ils y insistaient surtout sur la nécessité de la création d'un unique parti travailliste. Ces articles furent repris dans le livre qu'ils publièrent conjointement en 1888 : The Working-Class Movement in America.

#### Nouvelles tensions dans le socialisme londonien
Pendant que se poursuivait la polémique sur leur tournée américaine, les Marx-Aveling reprirent leur activité de propagande socialiste et de lutte contre les anarchistes. Considérant que ces derniers avaient noyauté la Socialist League, ils s'en démarquèrent de plus en plus. En parallèle, ils tentèrent d'éloigner du parti libéral les ouvriers radicaux, principalement de l’East-End, et de les attirer à leur forme de socialisme. Ainsi, le 11 avril 1887, ils participèrent au grand rassemblement organisé par les radicaux dans Hyde Park contre les Irish Coercion Acts. Leurs discours respectifs furent très appréciés par le public. Le résultat immédiat fut que les clubs radicaux de l’East-End les invitèrent à venir donner des conférences sur leur expérience américaine. Engels y vit la possibilité de réduire l'influence de la Socialist League et de la Social Democratic Federation auprès des ouvriers.
Le 29 mai 1887, lors de l'assemblée générale de la Socialist League, William Morris proposa de continuer à refuser de participer aux élections. Eleanor Marx, représentant la section locale de Bloomsbury, à laquelle elle appartenait avec Edward Aveling, vota contre la motion, qui fut cependant adoptée. Aveling, qui présidait la séance et donc ne pouvait voter, aurait déclaré en aparté qu'ils [le couple Marx-Aveling] avaient fait une erreur en quittant la SDF et qu'il leur fallait prendre le contrôle de la League, en commençant par Commonweal dont il fallait évincer Morris.

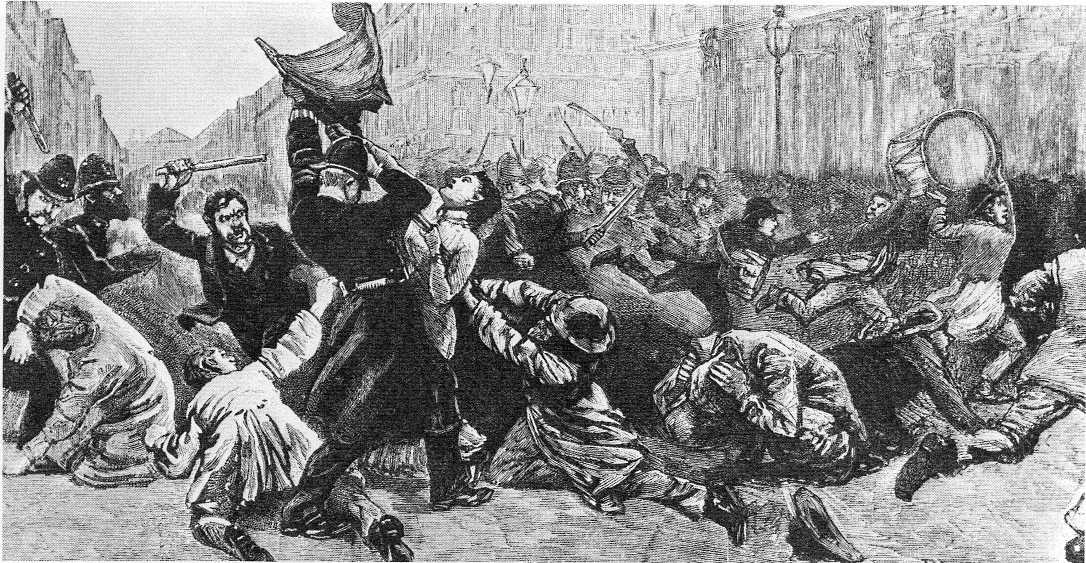
Bloody Sunday du 13 novembre 1887.

À nouveau, la polémique prit un tour personnel, à cause de l'attitude ou de la réputation d'Aveling. Ce même 29 mai, Engels reçut une lettre de Gertrude Guillaume-Schack, plutôt de tendance anarchiste au sein de la League et par ailleurs amie de Florence Kelley. Elle écrivait qu'elle ne pouvait plus venir lui rendre visite, de peur de croiser Aveling. Selon elle, il aurait commis des actes répréhensibles, pire que ce qu'il avait fait aux États-Unis. Elle écrivait aussi qu'il avait médit d'Eleanor Marx, la décrivant comme extrêmement jalouse. Ce fut aussi sa réputation qui lui fit perdre un de ses principaux soutiens dans la League, J. L. Mahon, un socialiste du nord de l'Angleterre. Il avait organisé les mineurs et ouvriers de la sidérurgie autour de Newcastle. En juillet 1887, il rompit tous liens avec Aveling, évoquant des problèmes de personne. Enfin, le fait qu'Ernest Radford fût très populaire au sein de la Socialist League et régulièrement désigné président de séance, jouait en la défaveur d'Aveling : ils se connaissaient trop bien.
Le verdict concernant le massacre de Haymarket Square fut confirmé en septembre 1887 et quatre des accusés furent exécutés le 11 novembre. Les socialistes britanniques envoyèrent des pétitions de protestation, sans effet. Les Marx-Aveling insistèrent sur le fait que leur opposition aux anarchistes ne les empêchait pas de demander la justice pour les condamnés. Cependant, à nouveau, Aveling se trouva au cœur de la tourmente. Hyndman l'accusa de ne pas avoir envoyé une des pétitions dont il avait été chargé et d'avoir empoché l'argent qui lui avait été confié dans ce but. Il ne se défendit à nouveau pas, laissant le soin à Engels de dire que les accusations avaient été fabriquées. Cette nouvelle controverse fit que la participation des Marx-Aveling au Bloody Sunday du 13 novembre passa pratiquement inaperçue. L'engagement d'Edward Aveling dans l'aide aux victimes de la répression semble s'être limitée à monter un spectacle, avec Eleanore Marx, pour récolter des fonds.
Les Marx-Aveling contrôlaient totalement la section de Bloomsbury de la Socialist League. Ils avaient surtout réussi à y attirer des ouvriers qu'ils avaient détachés du radicalisme. Le nombre d'adhérents de la section avait doublé, passant de 50 à 110 en un an. Le poids grandissant de la section déplaisait aux anarchistes qui y voyaient un concurrent dans leur prise de contrôle de la SL. Les anarchistes attaquèrent les premiers lors du congrès annuel du mouvement, en mai 1888, demandant l'exclusion de la section. Les raisons invoquées étaient que l'afflux de membres cachait un entrisme de membres de la SDF qui risquaient de subvertir le mouvement. Il était aussi reproché aux Marx-Aveling d'avoir apporté leur soutien à Mahon, dans une campagne essentiellement « politique ». De leur côté, les Marx-Aveling proposèrent une motion demandant l'autonomie des sections locales. Morris réussit à faire repousser cette motion. Aussi, la section locale de Bloomsbury déclara unilatéralement son autonomie et annonça sa volonté de présenter des candidats aux élections. Finalement, la section fut transformée en août 1888 en une Bloomsbury Socialist Society complètement indépendante de la Socialist League. Son rôle resta cependant limité dans les années qui suivirent, jusqu'au développement du New Unionism.

### Engagements syndicaux

#### Actions dans l'East-End
En août 1888, le couple Marx-Aveling quitta la Socialist League qu'ils considéraient comme dominée par les anarchistes et fonda la Bloomsbury Socialist Society. Aveling s'engagea aussi dans le syndicat des gaziers.
En 1893, il fut un des membres fondateurs de l'Independent Labour Party et fut élu au comité directeur. Il le quitta cependant en 1896 pour retourner dans la Social Democratic Federation de Henry Hyndman, malgré leurs désaccords.
Edward Aveling publia et traduisit de nombreux textes socialistes qui connurent un réel succès alors que leur auteur était l'objet de controverses et d'accusations qui le rendirent de plus en plus impopulaires.

## Controverse
En 1897, Edward Aveling quitta Eleanor Marx et épousa une actrice Eva Frye. Atteint d'une maladie des reins, il retourna cependant auprès d'Eleanor l'année suivante. Le couple conclut alors un « pacte de suicide », mais seule Eleanor Marx se suicida. Quatre mois plus tard, Edward Aveling décéda de sa maladie des reins. Aucun socialiste n'était présent à ses funérailles.
Il était aussi considéré comme un parasite qui vivait en empruntant de l'argent à tout le monde sans jamais rembourser. Enfin, malgré sa relation « stable » avec Eleanor Marx, il était un défenseur acharné de l'« amour libre » et multiplia les liaisons féminines. George Bernard Shaw écrivit de lui : « Il séduisait toutes les femmes et empruntait à tous les hommes ».

### Ouvrages d'Edward Aveling
- Why I Dare Not Be a Christian., Freethought Publishing Co., Londres, n.d. [1881].
- Irreligion of Science., Freethought Publishing Co., Londres, n.d. [1881].
- The Wickedness of God. Freethought Publishing Co., Londres, n.d. [1881].
- The Creed of an Atheist. Freethought Publishing Co., Londres, n.d. [1881].
- The Student's Darwin. Freethought Publishing Co., Londres, 1881.
- The Plays of Shakspere... : The Substance of Four Lectures Delivered at the Hall of Science, London., Freethought Publishing Co., Londres, n.d. [1881].
- Biological Discoveries and Problems., Freethought Publishing Co., Londres, n.d. [c. 1881].
- God Dies, Nature Remains. L, Freethought Publishing Co., Londres, n.d. [c. 1881].
- Science and Secularism., Freethought Publishing Co., Londres, 1882.
- Botanical Tables: For the Use of Students., Freethought Publishing Co., Londres, n.d. [1882].
- A Godless Life: The Happiest and Most Useful. Londres, Annie Besant et Charles Bradlaugh, 1882.
- Science and Religion. Londres, A. Besant and C. Bradlaugh, n.d. [1882].
- On Superstition. Londres, A. Besant and C. Bradlaugh, n.d. [c. 1882].
- The Borderland Between Living and Non-Living Things: A Lecture Delivered Before the Sunday Lecture Society, on Sunday Afternoon, November 5, 1882... Londres, Sunday Lecture Society, 1882.
- General Biology: Theoretical and Practical. Londres, n.p., 1882.
- The Religious Views of Charles Darwin., Freethought Publishing Co., Londres, 1883.
- The Darwinian Theory. Progressive Publishing Company, Londres, n.d. [c. 1883].
- Christianity and Capitalism. avec Charles L Marson et Stewart Headlam, Modern Press, Londres, 1884.
- The Curse of Capital., Freethought Publishing Co., Londres, 1884.
- The Darwinian Theory: Its Meaning, Difficulties, Evidence, History., Progressive Publishing Co., Londres, 1884.
- The Origin of Man., Progressive Publishing Co., Londres, 1884.
- The Factory Hell. avec Eleanor Marx Aveling, Socialist League Office, Londres, 1885.
- Monkeys, Apes and Men., Progressive Publishing Co., Londres, 1885.
- The Woman Question. avec Eleanor Marx Aveling, Swan Sonnenschein & Co., Londres, 1886.
- Chemistry of the Non-Metallics., Hughes, Londres, 1886.
- Natural Philosophy for London University Matriculation. n.p., Londres, 1886.
- Darwin Made Easy., Progressive Publishing Co., Londres, 1887.
- Mechanics and Experimental Science as Required for the Matriculation Examination of the University of London.. London: n.p., 1887.
- The Working Class Movement in America. avec Eleanor Marx Aveling, Swan Sonnenschein & Co., Londres 1887. Seconde édition, 1891.
- Shelley's Socialism: Two Lectures. avec Eleanor Marx Aveling. compte d'auteur, Londres, 1888.
- Key to Mechanics., Chapman and Hall, Londres, 1888.
- Key to Chemistry., Chapman and Hall, Londres, 1888.
- Mechanics, and Light and Heat: For London University Matriculation. London : W. Stewart & Co., n.d. [1888].
- Mechanics and Experimental Science as Required for the Matriculation Examination of the University of London: Magnetism and Electricity., Chapman and Hall, Londres, 1889.
- An Introduction to the Study of Botany., Swan Sonnenschein & Co., Londres, 1891.
- The Students' Marx: An Introduction to the Study of Karl Marx' Capital., Swan Sonnenschein & Co., Londres, 1892.
- An Introduction to the Study of Geology, Specially Adapted for the Use of Candidates for the London B.Sc. and the Science and Art Department Examinations., Swan Sonnenschein & Co., Londres, 1893.
- Wilhelm Liebknecht and the Social-Democratic Movement in Germany..., Twentieth Century Press, Londres, n.d. [1896].
- Charles Darwin and Karl Marx: A Comparison. London: Twentieth Century Press, n.d. [c. 1897].

- (Traduction) L.A. Tikhomirov, Russia: Political and Social., Swan Sonnenschein & Co., Londres, 1888.